# دارونامه
دارونامه به فهرست مکتوب داروها گفته می‌شود و قرابت بسیاری با فارماکوپه دارد. 